# Joaquín Fuster
Joaquín Fuster Pérez (Polop, Alicante, 31 de mayo de 1912 - id. 17 de septiembre de 2006) fue un político y escritor español, dirigente del Partido Socialista del País Valenciano del que llegó a ser Presidente.

## Biografía
Su carrera política empezó afiliándose al Partido Socialista Obrero Español con cuya candidatura fue alcalde de su ciudad natal durante la Segunda República. Al finalizar la guerra civil española fue detenido en el campo de concentración de Albatera al no haber podido escapar en el último reducto republicano en el puerto de Alicante. Tras huir se mantuvo oculto en una buhardilla durante tres años, tiempo que empleó en escribir, entre otras obras, su primera novela, Amores amargos. Actuó en la clandestinidad, siendo uno de los organizadores de la primera reunión celebrada en Alicante en 1977 para la creación del actual PSPV-PSOE dentro del PSOE. En las elecciones generales del 15 de junio de ese año obtuvo el escaño en el Congreso por la provincia de Alicante dentro de la candidatura socialista.
Más tarde participó en la redacción del primer Estatuto de Autonomía de la Comunidad Valenciana y fue diputado en las Cortes Valencianas desde 1983 a 1991.
En su faceta como escritor e investigador, destacan sus trabajos sobre Gabriel Miró y Azorín y Transición y democracia -recopilación de artículos-, obra prologada por Alfonso Guerra
Estaba en posesión de la Orden al Mérito Constitucional.